# 深水旋刺寄居蟹
深水旋刺寄居蟹（学名：Spiropagurus profundorum）为寄居蟹科旋刺寄居蟹屬下的一个种。